# Fernando Franco
Fernando Franco (né en 1976 à Séville) est un réalisateur, scénariste, producteur et monteur espagnol.

## Filmographie

### Réalisateur
- 2013 : La herida
- 2017 : Morir
- 2022 : La consagración de la primavera

### Scénariste
- 2007 : Mensajes de voz (court métrage)
- 2009 : Tu(a)mor (court métrage)
- 2010 : Les Variations Dielman (court métrage)
- 2010 : Room (court métrage)
- 2012 : La media vuelta (court métrage)
- 2013 : La herida
- 2015 : El lugar adecuado (court métrage)
- 2017 : Morir
- 2020 : Yo (court métrage)

### Producteur
- 2010 : Les Variations Dielman (court métrage)
- 2010 : Room (court métrage)
- 2012 : La media vuelta (court métrage)
- 2013 : Buenos días resistencia (court métrage documentaire)
- 2013 : La herida
- 2015 : Dieu, ma mère et moi (El apóstata)
- 2015 : El lugar adecuado (court métrage)
- 2017 : Morir
- 2017 : Deséame suerte (court métrage)
- 2018 : Belmonte
- 2020 : Yo (court métrage)

### Monteur
- 1995 : El último viaje de Marcello (court métrage)
- 2000 : El congreso (court métrage)
- 2000 : La cartera (court métrage)
- 2001 : Portman, a la sombra de Roberto (documentaire)
- 2001 : Restos de noche (documentaire)
- 2002 : Cuatro puntos cardinales
- 2002 : Canícula
- 2002 : Peor imposible
- 2002 : Revolución (court métrage)
- 2002 : Primera persona (court métrage)
- 2002 : No claudicar (court métrage documentaire)
- 2002 : Gaudí en la favela (téléfilm documentaire)
- 2002 : Adicto (court métrage)
- 2003 : Polígono sur (documentaire)
- 2003 : Howard Hawks San Sebastián, 1972 (court métrage documentaire)
- 2003 : Magia de cerca (téléfilm documentaire)
- 2005 : 15 días contigo
- 2005 : A esteticista (documentaire)
- 2005 : Nordeste
- 2006 : Cargo
- 2006 : Senos (téléfilm documentaire)
- 2006 : Skizo
- 2006 : Goodbye, America (documentaire)
- 2007 : Dolly (court métrage)
- 2007 : Les Disparus (Aparecidos)
- 2007 : Déjate caer
- 2008 : Historia nº 52785/614-18 (Historias de una historia) (court métrage)
- 2008 : La banda en la isla de la magia
- 2009 : El hombre orquesta (court métrage)
- 2009 : Basket Bronx (court métrage)
- 2009 : Emetreinta (court métrage)
- 2010 : Bon appétit
- 2010 : El idioma imposible
- 2010 : Les Variations Dielman (court métrage)
- 2011 : N'aie pas peur (No tengas miedo)
- 2011 : Voiceover (court métrage)
- 2012 : A Story for the Modlins (court métrage documentaire)
- 2012 : Blancanieves
- 2013 : Alacrán enamorado
- 2013 : Tryouts (court métrage)
- 2014 : Las altas presiones
- 2014 : The Refugees (série télévisée, 7 épisodes)
- 2015 : Dieu, ma mère et moi (El apóstata)
- 2015 : El lugar adecuado (court métrage)
- 2016 : Money
- 2016 : Que Dios nos perdone
- 2016 : El peluquero romántico
- 2018 : Belmonte
- 2018 : Voyage autour de la chambre d'une mère (Viaje al cuarto de una madre)
- 2019 : Así habló el cambista
- 2020 : Black Beach
- 2020 : Yo (court métrage)
- 2021 : Un an, une nuit (Un año, una noche)

## Récompenses et distinctions
Fernando Franco a été nommé sept fois aux prix Goya :
- 27e cérémonie des Goyas
  - Nommé au prix Goya du meilleur montage pour Blancanieves
- 28e cérémonie des Goyas
  - Prix Goya du meilleur nouveau réalisateur
  - Nommé au prix Goya du meilleur film
  - Nommé au prix Goya du meilleur scénario original
- 31e cérémonie des Goyas
  - Nommé au prix Goya du meilleur montage pour Que Dios nos perdone
- 33e cérémonie des Goyas
  - Nommé au prix Goya du meilleur montage pour Voyage autour de la chambre d'une mère
- 35e cérémonie des Goyas
  - Nommé au prix Goya du meilleur montage pour Black Beach